# Bombdådet i MacDonald House
Bombdådet i MacDonald House var ett bombdåd som skedde 10 mars 1965 i Hong Kong and Shanghai Bank-byggnaden (numera känd som MacDonald House) på Orchard Road i Singapore, ett par månader innan Singapore fick sin självständighet från Malaysia. Nitroglycerinbomben placerades av indonesiska sabötorer under Indonesien–Malaysia-konflikten (även känd som Konfrontasi). I explosionen dog tre personer och minst 33 personer skadades.
Under Konfrontasi, då Indonesien var öppet emot formationen av Malaysia, ledde indonesiska sabotörer en kampanj av terror i Singapore. Totalt 37 bombdåd skedde mellan 1963 och 1966. De var tränade att attackera militära mål och kommunala bolag, men när terroristerna misslyckades i sina försök att attackera dessa tungt bevakade mål, detonerade de bomber för att skapa panik och osäkerhet bland folket på ön. År 1964 hade dessa bombdåd blivit frekventa. 

## Attack
Bombdådet i MacDonald House den 10 mars 1965 är det allvarligaste av de bombdåd som skedde under Konfrontasi. Tre personer miste livet till följd av bombdådet; två kvinnor som var anställda på HSBC-banken, Elizabeth Suzie Choo, 36, sekreterare och Juliet Goh, 23, kontorist. Det tredje offret, en malajisk man vid namn Mohammed Yasin bin Kesit, 45, chaufför och far till åtta barn, hamnade i koma till följd av attentatet, och dog senare. Trettiotre andra fick skador. Vid tidpunkten för attentatet hyste byggnaden även den australiska högkommissionen samt det japanska konsulatet. Byggnaden var belägen 1,4 km från Istanan, den officiella bostaden för Singapores sittande president.

## Gripanden och domar
Inom fyra dagar arresterade singaporianska poliser två indonesiska marinsoldater, Harun Thohir (då 21) och Usman Haji Muhammad Ali (då 23), för anknytningar till bombdådet. De två indonesiska sabotörerna hade anlänt till Singapore civilklädda från Java vid 11:00. De hade blivit instruerade att placera en bomb vid en elnätstation, men de gick mot MacDonald House istället. De två sabotörerna misslyckades med att fly från Singapore då deras flyktbåt fick motorstopp. Senare examination av byggnaden visade att bomben bestod av cirka 10 kilogram nitroglycerinsprängmedel.
Eftersom de var civilklädda och hade utförd dådet i en civil byggnad dömdes de två männen i Singapore för morden av de tre folk som dog i sprängdådet. Männen dömdes till döden i form av hängning. Den 17 oktober 1968, 3 år och 7 månader efter sprängdådet, avrättades de två männen i Changi fängelse.

## Följder

### Påverkan på relationer mellan Indonesien och Singapore
Den 9 augusti 1965, bara fem månader efter sprängdådet blev Singapore självständiga från Malaysia. I mars 1967 avgick den då sittande indonesiska presidenten Sukarno, som under sin regeringstid hade initierat Konfrontasi. Den nya indonesiska presidenten Suharto vädjade Singapore för nåd, men denna vädjan avvisades. Den singaporianska ambassaden i Jakarta rannsakades dagen av sabotörernas avrättning. Relationer mellan Indonesien och Singapore förblev spända. År 1973 förbättrades relationerna, då Singapores statsminister Lee Kuan Yew åkte på ett officiellt statsbesök till Indonesien, besökte gravarna av de två avrättade marinsoldaterna och la blommor på dem. År 1974 åkte även Suharto på ett statsbesök i Singapore.

### Örlogsfartygsskandalen
År 2014 döpte Indonesien en Bung Tomo-klass korvett till KRI Usman-Harun efter de två avrättade marinsoldaterna, vilket försämrade relationer mellan Indonesien och Singapore. Till följd av detta ställde Singapore in en rad av planerade intermilitära övningar med Indonesien, samt förbjöd örlogsfartyget från alla Singapores hamnar och flottbaser. General Moeldoko, Indonesiens militärchef, bad om ursäkt för namngivningen, vilket accepterades av Singapore i ett uttalande från Singapores försvarsminister Ng Eng Hen. Moeldoko förtydligade senare att namngivningen var bestående.

## Minnesmärke
Den 10 mars 2015, 50 år efter sprängdådet, invigdes ett minnesmärke i Dhoby Ghaut Green, mitt emot MacDonald House, till minne av Konfrontasins offer samt de soldater som dog under den perioden. Märket byggdes i tillstyrkan av Singapores försvarsmakt för att minnas alla offren, samt utbilda yngre generationer om tragedin. Invigningen hölls av kultur- och samhällsministern Lawrence Wong.